# Abbottabad
Abbottabad (urdu:ایبٹ آباد) är en stad i provinsen Khyber Pakhtunkhwa i Pakistan och är en av de största städerna i provinsen. Staden grundades 1853 av den brittiske majoren James Abbott. Folkmängden uppgår till lite mer än 200 000 invånare, inklusive Abbottabad Cantonment som står under militär administration. 
Staden är belägen i Orsashdalen, 150 km norr om huvudstaden Islamabad och 200 km öster om Peshawar, på en altitud av 1 260 m. Staden omges på alla sidor av Sarbanbergen dit turister och invånare brukar åka för att se på utsikten över staden. Abbottabads läge och bergen ger staden ett behagligt väder på sommaren men kalla vintrar. Tarbeladammen är belägen precis väster om Abbottabad.
Den 2 maj 2011 dödades al-Qaidas ledare Usama bin Ladin i Abbottabads stadsdel Bilal av amerikansk militär.

## Klimat
Klimatet i Abbottabad är kallt under vintern och förhållandevis milt under sommaren. Under vintern sjunker temperaturen regelbundet under noll grader och snöfall är vanligt, framförallt i januari. Huvuddelen av regnet faller under monsunsäsongen mellan maj och augusti och kan ibland orsaka översvämningar.
|                                            | Jan | Feb | Mar | Apr | Maj | Jun | Jul | Aug | Sep | Okt | Nov | Dec |
| ------------------------------------------ | --- | --- | --- | --- | --- | --- | --- | --- | --- | --- | --- | --- |
| Normaldygnets maximitemperaturs medelvärde | 12  | 14  | 18  | 23  | 28  | 33  | 30  | 28  | 28  | 25  | 20  | 15  |
| Normaldygnets minimitemperaturs medelvärde | 2   | 4   | 8   | 12  | 16  | 20  | 20  | 19  | 17  | 13  | 8   | 4   |
|                                            |     |     |     |     |     |     |     |     |     |     |     |     |
| Nederbörd                                  | 73  | 103 | 123 | 104 | 73  | 77  | 247 | 244 | 96  | 51  | 31  | 47  |

| Diagram | temperaturer i °C • månadsnederbörd i mm • Källa: | temperaturer i °C • månadsnederbörd i mm • Källa: | temperaturer i °C • månadsnederbörd i mm • Källa: | temperaturer i °C • månadsnederbörd i mm • Källa: | temperaturer i °C • månadsnederbörd i mm • Källa: | temperaturer i °C • månadsnederbörd i mm • Källa: | temperaturer i °C • månadsnederbörd i mm • Källa: | temperaturer i °C • månadsnederbörd i mm • Källa: | temperaturer i °C • månadsnederbörd i mm • Källa: | temperaturer i °C • månadsnederbörd i mm • Källa: | temperaturer i °C • månadsnederbörd i mm • Källa: | temperaturer i °C • månadsnederbörd i mm • Källa: |
|         | 73 12 2                                           | 103 14 4                                          | 123 18 8                                          | 104 23 12                                         | 73 28 16                                          | 77 33 20                                          | 247 30 20                                         | 244 28 19                                         | 96 28 17                                          | 51 25 13                                          | 31 20 8                                           | 47 15 4                                           |